# OTP Bank Nyrt.
Az OTP Bank Nyrt. Magyarország legnagyobb kereskedelmi bankja. Az OTP Csoport Kelet-Közép-Európában közel 1400 bankfiókot működtet, tizenegy országban mintegy 16 millió ügyfelet kiszolgálva, valamint megjelent a közép-ázsiai régióban, Üzbegisztánban is. Magyarország mellett az OTP további négy országban, Bulgáriában, Szlovéniában, Szerbiában és Montenegróban piacvezető a hitelállomány alapján.
A mai OTP Bank jogelődje, az Országos Takarékpénztár Nemzeti Vállalat 1949. március 1-jén jött létre.

## Története
Az állami Országos Takarékpénztár indulásakor mindössze 30 budapesti fiókkal és 65 vidéki kirendeltséggel rendelkezett. Kezdetben takarékbetét gyűjtésével, állami kölcsönügyletek intézésével és hitelnyújtással foglalkozott. Üzletágait a korábban megszüntetett Pesti Hazai Első Takarékpénztártól vette át. 1957-től profilja kiegészült a sportfogadási játékokkal (totó, lottó). 1964-től kezeli a lakossági valuta- és devizaügyleteket is. A kezdetben lakossági betétgyűjtéssel és hitelnyújtással foglalkozó pénzintézet tevékenységi köre fokozatosan kibővült az 1970-es években a tanácsok pénzügyeinek kezelésével, a kétszintű bankrendszer kialakítását követően, az 1980-as évek végétől pedig a vállalatok számára is megkezdte pénzügyi szolgáltatások nyújtását. 

Az OTP Bank korábbi logója (1991–2007)

Az OTP Bank 1990-ben alakult részvénytársasággá. A hitelintézet által végzett nem banki tevékenységeket leválasztották, létrejöttek a leányvállalatok, és a bank zászlóshajójává vált egy teljes körű pénzügyi szolgáltatásokat nyújtó bankcsoportnak, amely az univerzális bankszolgáltatásokon kívül egyebek mellett jelzálogbanki, lakástakarékpénztári, faktoring-, lízing-, alapkezelési, pénztárszolgáltatói, ingatlanközvetítői, utazásszervezői, nyugdíjpénztári és egészségpénztári szolgáltatásokat is kínál. 

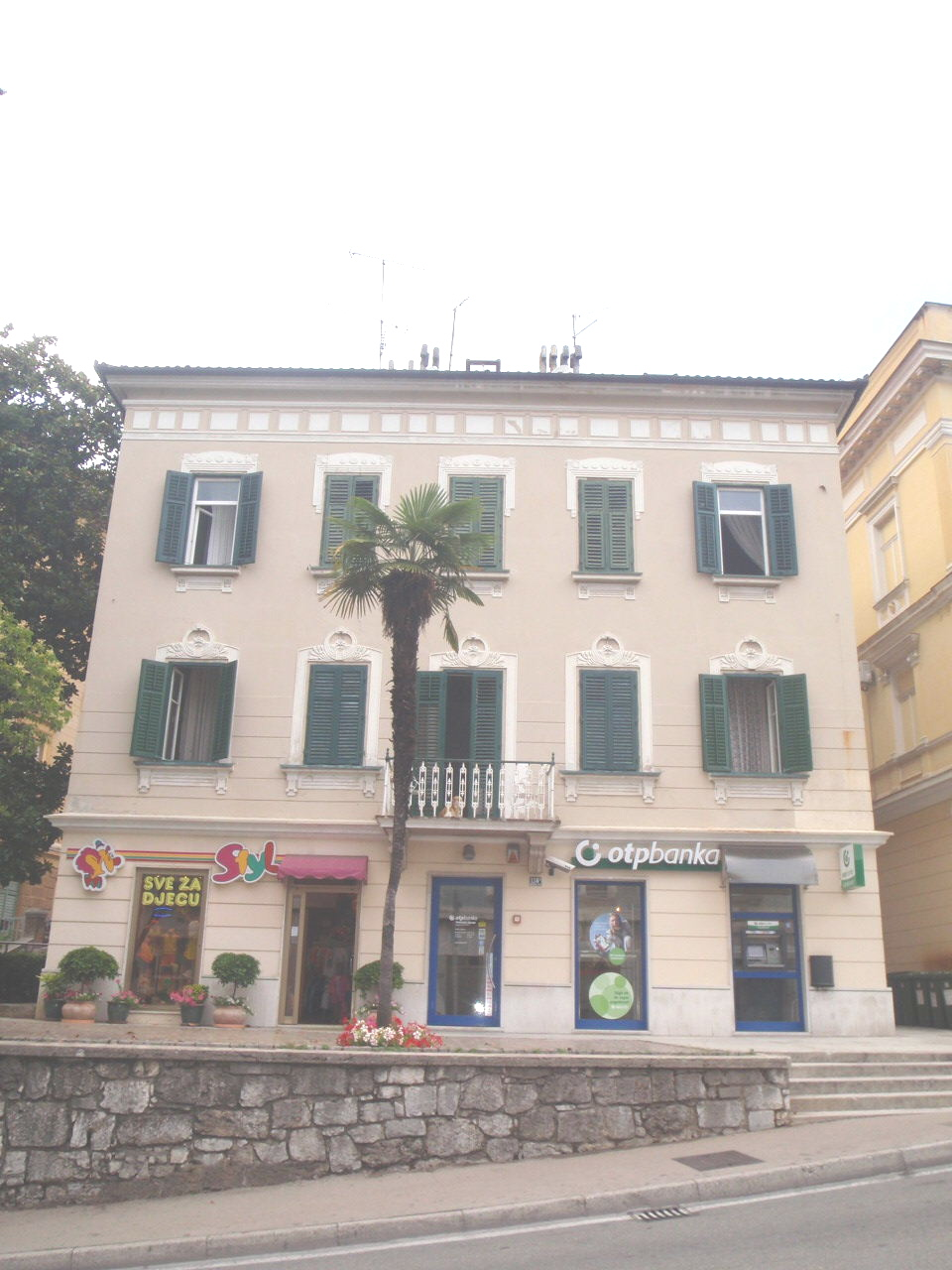
Bankfiók Abbáziában

A 90-es években kezdődött a modern banki infrastruktúra kialakítása. Az OTP volt az első a magyar piacon, aki korszerűsítette az informatikai rendszerét. A 90-es évek nagy újdonsága volt a bankkártyahasználat elterjedése Magyarországon. Az OTP a 2000-es évek elejére több mint 3 millió bankkártyával rendelkezett és azóta máig közel 50%-os részesedéssel rendelkezik a kártyaforgalomban. A 90-es évek második felétől jelentős figyelmet fordított az OTP Bank az elektronikus csatornákra, az elsők között indított internetbankot, illetve hozott létre honlapot. Azóta az egyedülálló brand, egységes szolgáltatás-struktúra és technológiai háttér megteremtésével létrehozott OTP direkt szolgáltatásoknak jelentős lakossági és vállalati ügyfélköre van.
Az OTP Bank privatizációja 1999-ben fejeződött be, a részvények külföldi és magyar intézményi befektetők, illetve magánszemélyek tulajdonában vannak. Az OTP a kelet-közép-európai régió egyetlen független, helyi központú bankja lett, hiszen a kormányok a privatizációs folyamatokban rendre nyugati stratégiai befektetőknek adták el az állami bankokat.
A részvényeket 1995-ben vezették be a Budapesti részvénytőzsdére, de jelen van a bank a luxemburgi és a londoni tőzsdén is.
Az organikus fejlődés mellett az OTP Bank külföldi terjeszkedése is hozzájárult kiemelkedő teljesítményéhez. A térségbeli expanzió 2002-ben indult a szlovákiai bankvásárlással, amelyet a közép- és kelet-európai bankakvizíciók sora követett: Bulgáriában 2003-ban, Romániában 2004-ben, Horvátországban 2005-ben, Szerbiában, Ukrajnában, Oroszországban és Montenegróban 2006-ban jelent meg.
A bankcsoport 2007 eleji egységes arculati megújulását a csoport dinamikus bővülése és multinacionális jellege indokolta.
2008-ban az OTP Bank életében először került sor leányvállalat értékesítésére. A francia Groupama S.A. vásárolta meg az OTP Garancia biztosítót és a két vállalat hosszú távú együttműködési megállapodást kötött egymás pénzügyi és biztosítási termékeinek keresztértékesítéséről.
2014 és 2021 között az OTP Bank megjelent Albániában, Moldovában és Szlovéniában is. 2020-ban viszont megvált az elsőként megvásárolt szlovák banktól.
Az OTP Bank 2002 óta összesen 24 bankot vásárolt, ezzel komoly szerepet játszott a régió banki konszolidációjában.
Az OTP Csoport napjainkban több mint 16 millió ügyfele pénzügyi igényeire ad megoldást közel 1400 bankfiókjában és az elektronikus csatornákon keresztül.
2023 júniusában lezárult az üzbég akvizíció is, így az OTP Bank belépett a közép-ázsiai régióba az Ipoteka Bank megvásárlásával.
A cégben 2022. december 31-én a magyar tulajdonhányad 49,43%, a külföldi 50,57% volt.

### A bank akvizíciói
| Bank neve               | Ország       | Tranzakció bejelentése | Részesedés % | Ár (milliárd forint) |
| ----------------------- | ------------ | ---------------------- | ------------ | -------------------- |
| IRB bank                | Szlovákia    | 2001.12.07.            | 92,6         | 4,2                  |
| DSK bank                | Bulgária     | 2003.05.13.            | 100          | 76,1                 |
| RoBank                  | Románia      | 2004.04.28.            | 100          | 9,9                  |
| Nova Banka              | Horvátország | 2004.12.08.            | 95,6         | 58                   |
| Niska Banka             | Szerbia      | 2005.12.23.            | 89,4         | 3,6                  |
| Zepter Banka            | Szerbia      | 2006.04.03.            | 75,1         | 9                    |
| Raiffeisenbank Ukraine  | Ukrajna      | 2006.06.01.            | 100          | 171                  |
| Investberbank           | Oroszország  | 2006.07.03.            | 96,4         | 105,2                |
| Kulska banka            | Szerbia      | 2006.07.07.            | 67           | 33,3                 |
| CKB bank                | Montenegró   | 2006.08.29.            | 100          | 28,9                 |
| Donskoy Narodny Bank    | Oroszország  | 2007.11.12.            | 100          | 6,7                  |
| Banco Poplare Croatia   | Horvátország | 2014.01.31.            | 98,4         | 4,4                  |
| Banca Millenium         | Románia      | 2014.07.30.            | 100          | 12,1                 |
| AXA bank Magyarország   | Magyarország | 2016.02.03.            | 100          | ---                  |
| Splitska Banka          | Horvátország | 2016.12.21.            | 100          | n.a.                 |
| Vojvođanska banka       | Szerbia      | 2017.12.04.            | 100          | 39                   |
| Expressbank             | Bulgária     | 2018.08.02.            | 99,7         | n.a.                 |
| SocGen Albania          | Albánia      | 2018.08.02.            | 100          | n.a.                 |
| SocGen Serbia           | Szerbia      | 2018.12.20.            | 100          | n.a.                 |
| Mobiasbanca             | Moldova      | 2019.02.06.            | 87,9         | n.a.                 |
| SocGen Banka Montenegro | Montenegró   | 2019.02.28.            | 90,6         | n.a.                 |
| Nova KBM                | Szlovénia    | 2021.06.01.            | 100          | n.a.                 |
| Alpha Bank Albania      | Albánia      | 2021.12.06.            | 100          | n.a.                 |
| Ipoteka Bank            | Üzbegisztán  | 2023.06.13.            | 75           | n.a.                 |

## OTP Csoport

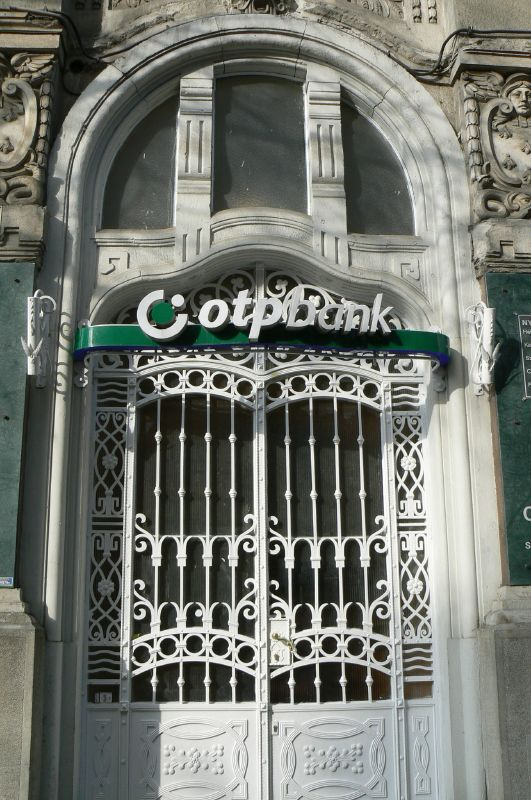
A Szeged-Csongrádi Takarékpénztár székházának főbejárata

### Magyarországon[9]
- OTP Ingatlanpont Kft.
- OTP Bank Nyrt.– univerzális bank
- Merkantil Bank Zrt. (fogyasztási hitelezés, ezen belül gépjárműfinanszírozás)
- Merkantil-Car Zrt. (gépjármű lízing)
- Merkantil Bérlet Kft. (gépjármű tartós bérlet)
- OTP Alapkezelő Zrt. (befektetési alapok létrehozása és kezelése)
- OTP Faktoring Követeléskezelő Zrt. (faktoring, követelések vásárlása)
- OTP Faktoring Vagyonkezelő Kft. (vagyonkezelés)
- OTP Ingatlan Alapkezelő Zrt. (befektetési alap létrehozása és kezelése)
- OTP Ingatlan Zrt. (lakásépítés és értékesítés, valamint ingatlanokhoz kapcsolódó szolgáltatások)
- OTP Jelzálogbank Zrt. (jelzáloghitelezés)
- OTP Lakáslízing Zrt.
- OTP Lakástakarék Zrt. (állami támogatásra és adókedvezményre jogosító lakáscélú megtakarítás)
- OTP Egészségpénztár (önkéntes egészségpénztár)
- OTP Magánnyugdíjpénztár
- OTP Önkéntes Nyugdíjpénztár
- OTP Pénztárszolgáltató Zrt. (nyugdíjpénztárak szervezése és adminisztrációja)
- OTP Travel Kft. (utazás szervezés, értékesítés)
- OTP Életjáradék Zrt. (A 70. életévet betöltött nyugdíjasok részére kínál ingatlanfedezetű életjáradékot.)
- OTP Hungaro-Projekt Kft. (uniós támogatásokhoz projektkészítési szolgáltatások)
- OTP Mobil Kft.

### Külföldi leánybankok
- Albánia OTP Bank Albania
- Bulgária DSK Bank
- Horvátország OTP banka Hrvatska
- Moldova Mobiasbanca

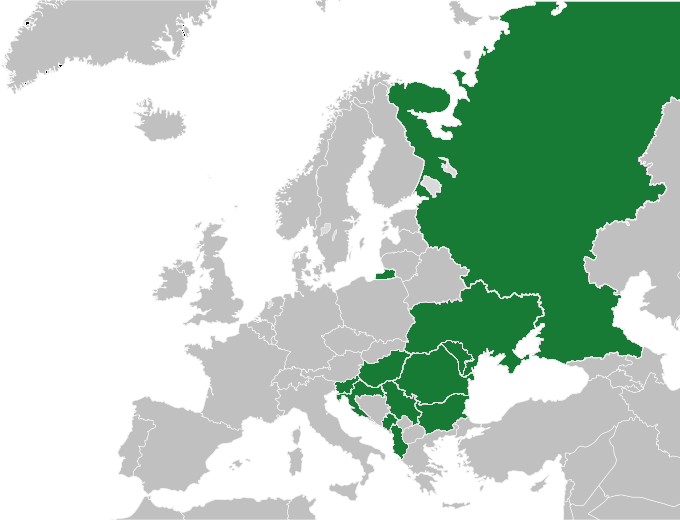
OTP Bankokkal rendelkező országok

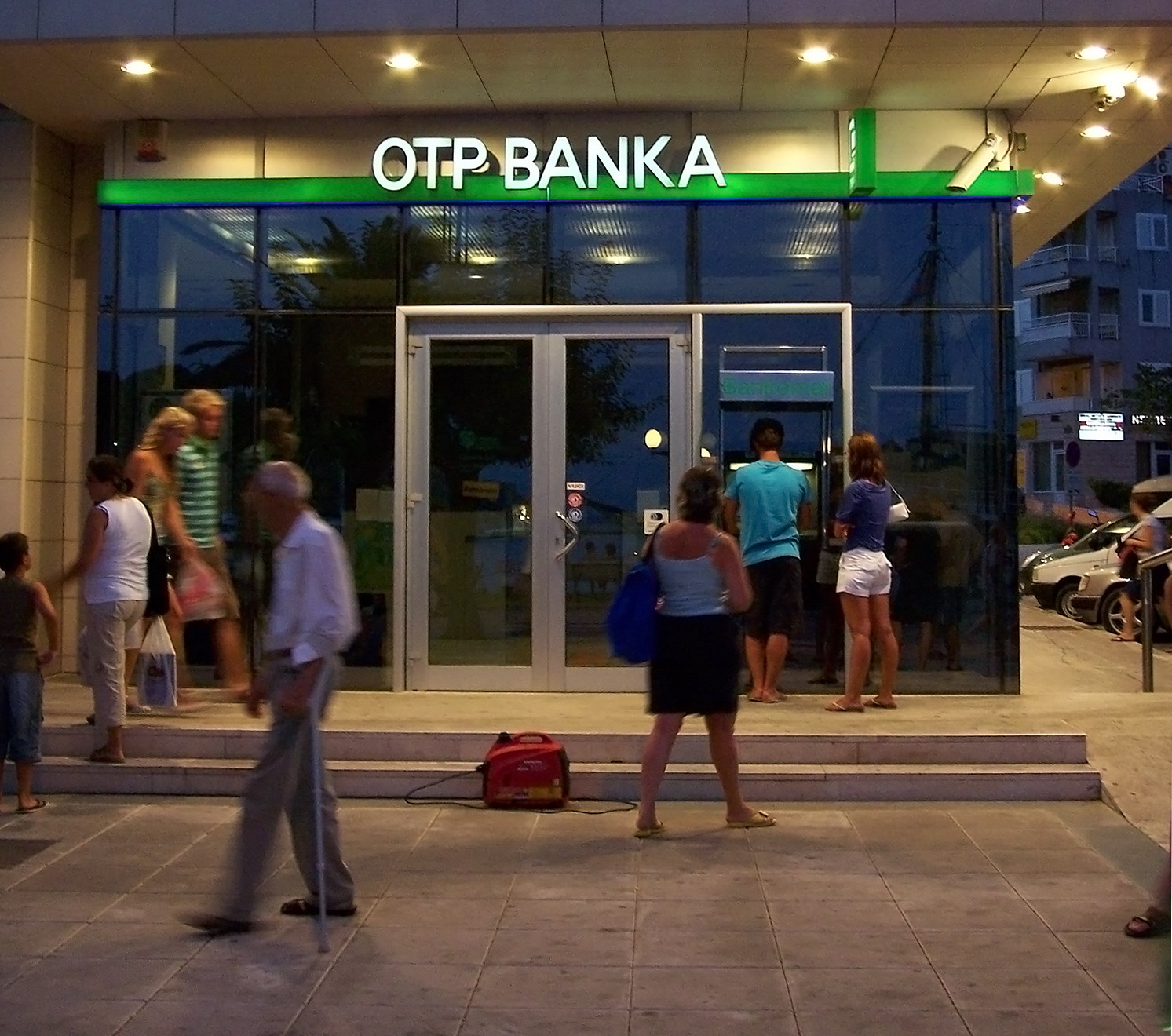
OTP Bank Horvátországban

- Montenegró Crnogorska komercijalna banka AD
- Oroszország OAO OTP Bank
- Szerbia OTP Banka Srbija
- Szlovénia SKB Banka, Nova KBM
- Ukrajna OTP Bank JSC
- Üzbegisztán Ipoteka Bank

## Jegyzetek

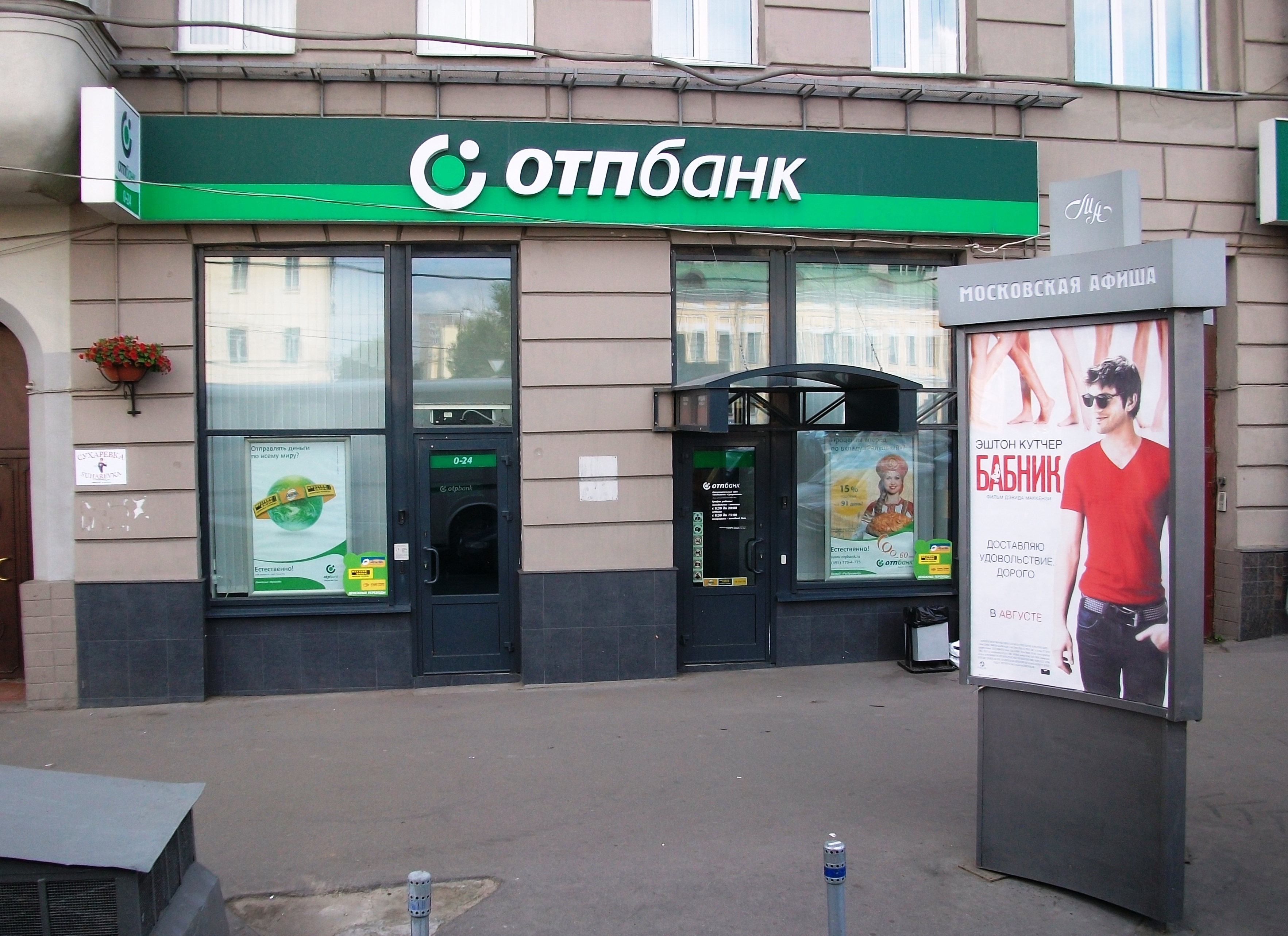
OTP fiók Moszkva belvárosában